# Call of Duty: Black Ops: Declassified
Call of Duty: Black Ops Declassified é um jogo eletrônico da série Call of Duty, exclusivo para a consola portátil PlayStation Vita desenvolvido pela nStigate Games (antiga Nihilistic Software). A Sony anunciou o título durante a sua conferencia de imprensa na Electronic Entertainment Expo em junho de 2012. Também é dito que o jogo tem "conectividade online perfeita". Black Ops: Declassified foi lançado no mesmo dia que Black Ops II, a 13 de novembro de 2012. Também está disponível com um pacote que inclui uma consola PS Vita e uma sacola.
A história se passa entre o período de tempo entre os dois outros títulos Black Ops.

## Recepção
Call of Duty: Black Ops: Declassified foi muito criticado e muito mal recebido pela imprensa especializada. Tirando o jogo em si, tanto os produtores como o editor também foram alvo de criticas. Aquando do seu lançamento tinha uma pontuação média de 31/100 no site Metacritic.

### Criticas profissionais
Dan Ryckert da Game Informer deu a pontuação 3/10, chamando-o "um embaraço completo" para a série Call of Duty e que tem como único conceito "a tentativa de vender um jogo baseado apenas no nome", fazendo notar a fraca IA inimiga, ligação de rede pouco fiável e uma campanha muito curta.
A IGN deu 4/10 e conclui a análise dizendo que Black Ops: Declassified "tem um acidente em cada curva; mau multijogador, má campanha e maus controlos. Não o compres."
Jeff Gerstmann da Giant Bomb deu a pontuação 1/5 chamando-o "uma grande trapalhada", dizendo que os controlos tácteis são deficientes, os erros fazem com que os inimigos fiquem presos na geometria dos níveis e refere-se aos mapas do multijogador dizendo que "são tão pequenos que quando és recolocado ficas literalmente com um inimigo na tua mira...ou vice-versa" e conclui dizendo que Black Ops: Declassified "seria uma compra questionável a preços de transferência tradicionais. Mas a $50? Nem pensar!!"
A GamesRadar+ deu a pontuação 1.5/5 e diz que Declassified "devia ter-se mantido em segredo", criticando muito a IA, a má ligação de rede e a campanha "incrivelmente curta."
A Playstation Official Magazine deu a pontuação de 4/10 e diz que Declassified "Foi feito de uma forma cínica por forma a agarrar o dinheiro do Natal e coincidir com o primeiro período festivo da Vita, este CoD não deve ser apenas desclassificado, deve ser apagado da existência."
Marty Sliva da 1UP deu a pontuação mais baixa (D-) chamando "atrocidades digitais"  a Black Ops Declassified e refere que "este descalabro da Vita retira tudo o que existe de excitante e interessante sobre a série."
Jim Sterling da Destructoid deu 1.5/10 e fez uma critica muito forte ao dizer que Declassified é simplesmente "repugnante". E conclui dizendo que "para um videojogo de $50 que tem o nome da maior série desta geração, este monte de lixo enoja-me. É um uso imperdoável da marca e uma falta de respeito total para com os fãs que vão ser enganados ao comprá-lo. Sem conteúdo, com  design amador e cheio de erros de principiante, Black Ops: Declassified é um insulto a todos e a tudo o que existe na industria dos videojogos. Deveria ter ficado classificado. Foda-se para este jogo!"
Heath Hindman da PlayStation LifeStyle deu 1/10 e conclui a sua análise a dirigir-se aos jogadores: "eles [editores] lançaram o jogo neste péssimo estado. Não há desculpa para isso. Esta gente que toma estas decisões acreditam que tu vais comprar um produto incompleto. Eles acreditam que o irás fazer, e a tua imagem deles não ficará muito manchada, porque no futuro não irás ter tanta hesitação em aproximar-te dos produtos que eles irão lançar [...] Eles acreditam, em tantas palavras, que tu não pensas. E isso é muito mau. Pensar que se é mais esperto ou melhor que o cliente é mau negócio, e também o é lançar um jogo nestas condições."